# Кулатонг
Кулатонг (англ. Koolatong River) — река в Арнем-Ленд, на севере Австралии.
Верховья реки находятся у хребта Митчелл. Изначально река течёт по направлению на север, затем сворачивет на восток. Кулатонг течёт в основном через необитаемые территории. Река впадает в залив Блу-Мид (англ. Blue Mud Bay), затем в залив Карпентария.
Площадь водосбора составляет 7914 кв. вм, водосбор находится между водосборами рек Букингем на севере, Уокер на юге и Гойдер на западе. Среднегодовой расход воды составляет 800 гигалитров.
Эстуарий, образованный рекой, имеет практически первозданную форму. Эстуарий занимает площадь в 23,7 га. Однорусловая дельта окружена площадью 51,3 га, покрытая мангровыми зарослями.
Земли возле реки являются традиционными землями народов йолнгу.